# Doradidae
Famille
Les Doradidés (Doradidae) (en anglais talking catfishes) forment une famille de poissons-chats épineux natifs d'Amérique du Sud appartenant à l'ordre des Siluriformes.
Elle comprend approximativement 35 genres et 90 espèces.
Les traits typiques de la famille sont trois paires de barbilles, pas de barbille nasale, et 4 à 6 raies dorsales avec une épine sur la rayure antérieure.

## Liste des genres
Selon FishBase (29 octobre 2017) :
- genre Acanthodoras
- genre Agamyxis
- genre Amblydoras
- genre Anadoras
- genre Anduzedoras
- genre Astrodoras
- genre Centrochir
- genre Centrodoras
- genre Doraops
- genre Doras
- genre Franciscodoras
- genre Hassar
- genre Hemidoras
- genre Hypodoras
- genre Kalyptodoras
- genre Leptodoras
- genre Lithodoras
- genre Megalodoras
- genre Merodoras
- genre Nemadoras
- genre Opsodoras
- genre Orinocodoras
- genre Ossancora
- genre Oxydoras
- genre Physopyxis
- genre Platydoras
- genre Pterodoras
- genre Rhinodoras
- genre Rhynchodoras
- genre Scorpiodoras
- genre Tenellus
- genre Trachydoras
- genre Wertheimeria

Selon World Register of Marine Species (29 octobre 2017) :
- genre Acanthodoras Bleeker, 1862
- genre Agamyxis Cope, 1878
- genre Amblydoras Bleeker, 1862
- genre Anadoras Eigenmann, 1925
- genre Anduzedoras Fernández-Yépez, 1968
- genre Astrodoras Bleeker, 1862
- genre Cataphractus Catesby, 1771
- genre Centrochir Agassiz, 1829
- genre Centrodoras Eigenmann, 1925
- genre Doraops Schultz, 1944
- genre Doras Lacepède, 1803
- genre Franciscodoras Eigenmann, 1925
- genre Hassar Eigenmann & Eigenmann, 1888
- genre Hemidoras Bleeker, 1858
- genre Hypodoras Eigenmann, 1925
- genre Kalyptodoras Higuchi, Britski & Garavello, 1990
- genre Leptodoras Boulenger, 1898
- genre Lithodoras Bleeker, 1862
- genre Megalodoras Eigenmann, 1925
- genre Merodoras Higuchi, Birindelli, Sousa & Britski, 2007
- genre Nemadoras Eigenmann, 1925
- genre Opsodoras Eigenmann, 1925
- genre Orinocodoras Myers, 1927
- genre Ossancora Sabaj Pérez & Birindelli, 2011
- genre Oxydoras Kner, 1855
- genre Physopyxis Cope, 1871
- genre Platydoras Bleeker, 1862
- genre Pterodoras Bleeker, 1862
- genre Rhinodoras Bleeker, 1862
- genre Rhynchodoras Klausewitz & Rössel, 1961
- genre Scorpiodoras Eigenmann, 1925
- genre Tenellus Birindelli, 2014
- genre Trachydoras Eigenmann, 1925
- genre Wertheimeria Steindachner, 1877